# منتخب كتالونيا للكورفبال
منتخب كتالونيا للكورفبال هو ممثل إسبانيا الرسمي في المنافسات الدولية في كرة السلة الهولندية .